# Blood Ceremony
Blood Ceremony (engl. ‚Blutzeremonie‘) ist eine kanadische Doom-Metal-Band um die Frontfrau Alia O’Brien aus Toronto. Der Name der Band stammt von dem Titel des spanischen Horrorfilms Ceremonia sangrienta mit Lucia Bosè.

## Geschichte
Die Band wurde im Jahr 2006 gegründet und spielte Konzerte mit Danava, The Illuminati und den Schweden Witchcraft in Kanada und den USA. Ihr selbstbetiteltes Debütalbum erschien im Jahr 2008 bei dem britischen Plattenlabel Rise Above Records, das der Band 2007 einen Plattenvertrag angeboten hatte. Im darauf folgenden Jahr spielte die Band auf dem VnV Rock Altitude Festival in Le Locle zusammen mit The Haunted, Electric Wizard und Samael und begleitete im Anschluss daran Electric Wizard auf deren Europatournee. Das zweite Studioalbum Living with the Ancients erschien im Jahr 2011 bei Rise Above Records (Europa) beziehungsweise Metal Blade Records (Nordamerika). Im April folgten ein Auftritt auf dem Roadburn Festival in Tilburg sowie einige Konzerte in Deutschland zusammen mit der schwedischen Band Ghost.
Das Bandmitglied Alia O’Brien studiert Ethnomusikologie und islamische Mystik an der Fakultät für Musik an der Universität Toronto. In Ramallah und Boston erlernte sie das Spielen der Nay, der orientalischen Längsflöte.

## Stil
Blood Ceremony spielen eine Mischung aus Doom Metal und Psychedelic Rock mit Einflüssen aus Progressive- und Folk-Rock, der mit der Musik von Pentagram, Black Sabbath, Jethro Tull und Black Widow verglichen wurde. Die Texte der Band behandeln okkulte sowie horrortypische Themen. Das Gitarrenspiel wird mit „Schweren Black-Sabbath-Riffs der Frühzeit“ verglichen, während der Gesang von Alia O’Brien und die Nutzung einer Flöte zu weiteren Vergleichen mit Jethro Tull beitragen. Gitarrist Sean Kennedy betont die unterschiedlichen Einflüsse der Band.

„BLOOD CEREMONY sind eine düstere, doom-beinflusste [sic!], schwer psychedelische, acid-folkige, vom Okkulten besessene Rockband[.]“

## Diskografie
- 2008: Blood Ceremony (Rise Above Records)
- 2011: Living with the Ancients (Rise Above Records / Metal Blade Records)
- 2013: The Eldritch Dark (Rise Above Records / Metal Blade Records)
- 2016: Lord of Misrule (Rise Above Records)
- 2023: The Old Ways Remain (Rise Above Records)